# Odjazd na Cyterę
Odjazd na Cyterę (fr. L’Embarquement pour Cythère) – cykl trzech obrazów olejnych namalowanych w latach 1710–1717 przez Jeana Antoine’a Watteau, przedstawiciela francuskiego malarstwa rokokowego. W literaturze znany jest także pod tytułami Podróż na Cyterę oraz Pielgrzymka na wyspę Cyterę. Cykl Odjazd na Cyterę stanowi pars pro toto fête galante – wątku charakterystycznego dla sztuki rokokowej przedstawiającego idylliczne zabawy, romanse, koncerty i spotkania arystokratów.
Dwa lata przed wstąpieniem Watteau do Królewskiej Akademii Malarstwa i Rzeźby w Paryżu, artysta wykonał niewielki obraz (obecnie we frankfurckim Städel Museum) ukazujący arystokratów udających się na grecką wyspę Cyterę. Po wstąpieniu do Akademii (30 lipca 1712) malarz został zobowiązany do uwierzytelnienia swoich zdolności i otrzymał polecenie wykonania obrazu o dowolnej tematyce. Pod presją władz, w roku 1717 Watteau ostatecznie namalował swoje dzieło, od strony tematycznej odwołujące się do pierwowzoru sprzed siedmiu lat. Znajdująca się obecnie w paryskim Luwrze zmonumentalizowana wersja Odjazdu stała się podmiotem rozmaitych interpretacji i polemik. Dopatrywano się tu melancholii, albo triumfu miłości, przeciwstawiano sam temat; dla jednych postaci wsiadają na okręt by opuścić wyspę, dla innych, aby dopłynąć do miejsca schadzki. Wyspa Cytera uchodziła w ówczesnej kulturze za królestwo miłości, co stanowi odniesienie do mitycznej wyspy greckiej o tej nazwie, uchodzącej za idylliczną krainę miłości, zabaw i przyjemności. Tu miała urodzić się, a następnie przebywać grecka bogini miłości – Afrodyta. Jeden z założycieli Luwru interpretował obraz Watteau jako dzieło emanujące w każdym miejscu miłością, w którym nawet niebo i powietrze są nią nasycone. Widoczny po lewej stronie złocisty, ozdobny okręt umajony jest kwiatami róż, na wierzchołku masztu nagi amorek delikatnie przykrywa statek różową płachtą. Każda kobieta, zarówno wstydliwa, uczuciowa, jak i kokietka, miała ulegać miłości podczas pobytu na Cyterze. Towarzyszący tym damom arystokraci w rozmaity sposób wyrażają i dzielą się miłością; parom tym towarzyszą nagie amorki, niektóre ponad nimi lewitują. Pary te tworzą osobne autonomiczne scenki, większe grupy, a jednocześnie stanowią integralną całość. Podział na dwie grupy rzutuje kompozycja przestrzenna: kilka par podąża w głąb wyspy, natomiast bawiące się na pagórku trzy pary zostały przez malarza najmocniej zaakcentowane poprzez obfitszą kolorystykę, liryzm i dynamikę póz i gestów. Obok, pośród bujnych drzew wyłania się statua nagiej Afrodyty, cokół opleciony jest gęsto gałązkami i kwiatami róży. Pośrednikiem między boginią a sąsiadującą z nią parą jest ubrany na wpół kupidyn, przekonujący kobietę do sekretnych zwierzeń wyrażanych przez jej partnera.
Rok później, w 1718 roku Watteau namalował podobną wersję Odjazdu na Cyterę, która obecnie znajduje się w pałacu Charlottenburg w Berlinie.
Watteau swój wątek tematyczny zaczerpnął z napisanej przez Florenta Cartona Dancourta komedii zatytułowanej Les Trois Cousines, której premiera miała miejsce w Paryżu w roku 1700. Sprzyjające do namalowania cyklu Odjazdu na Cyterę były przemiany w historii, kulturze i sztuce we Francji. Po klasycyzującym „oficjalnym” stylu Ludwika XIV nastąpiło rozluźnienie i większa swoboda artystyczna, której efektem były przemiany stylistyczne na korzyść dekoracyjności, której apogeum nastąpiło w okresie rokoka. Pośrednim ogniwem był tzw. styl regencji, preferujący obfitość dekoracji. Odejście od klasycyzującego akademizmu miało także miejsce w paryskiej Akademii po długim sporze między przedstawicielami nurtu klasycyzującego lansowanego m.in. przez Nicolasa Poussina a zwolennikami barokowego koloryzmu, dla których autorytetem był Peter Paul Rubens. Twórczość flamandzkiego mistrza silnie wpłynęła na malarstwo Jeana-Antoine’a Watteau, zarówno od strony stylistycznej, jak i tematycznej. Malując paryską i berlińską wersję Odjazdu na Cyterę Watteau skupił uwagę na kolorystyce i budowaniu przestrzeni za pomocą barwnych plam, częstokroć wykluczając kontur. Dynamika niemalże bezkształtnych, przenikających plam barwnych została przez malarza uwidoczniona głównie w obrazie paryskim, gdzie dużą część kompozycji stanowi przestrzeń morza tworząca rozległą głębię. W obrazie berlińskim przeważa pierwszy plan, gdzie położono większy nacisk na detale.